# Parti national pour la réforme
Le Parti national pour la réforme est un parti politique du Congo-Kinshasa. Il prône la reforme pour faire valoir les principes d'une bonne gouvernance. Il est enregistré sous l'arrêté ministériel no 109/2010 du 15 juin 2010 de la République Démocratique du Congo. Son idéologie est basée sur l'innovation et la volonté de réformer la gestion politique de la RDC en combattant les mauvaises pratiques politiques. 